# Pròtous
Pròtous (en grec antic: Πρόθοος) va ser, segons la mitologia grega, un cabdill dels magnesis davant de Troia. Era fill de Tentrèdon i originari de Tessàlia.
Segons el «Catàleg de les naus» va comandar una expedició de quaranta naus de Magnèsia a la guerra de Troia. Supervivent de totes les batalles, quan els grecs tornaven de la guerra va morir en el naufragi del cap Cafereu. La major part dels seus compatriotes van arribar a l'illa de Creta i des d'allí, amb contingents cretencs, es van anar a establir a Magnèsia del Meandre, a l'Àsia Menor.